# Lindmania nubigena
Lindmania nubigena (лат. Lindmania nubigena) — растение из рода Линдмания семейства Бромелиевые (лат. Bromeliaceae) подсемейства Питкерниевые (лат. Pitcairnioideae).

## Автор названия вида
Растение Lindmania nubigena было изучено и описано известным американским ботаником Лайманом Брэдфордом Смитом, который специализировался на семействе Бромелиевые.

## Распространение
Вид Lindmania nubigena встречается в Венесуэле, где он является эндемичным.